# Филипень
Филипены (рум. Filipeni, Филипень) — село в Леовском районе Молдавии. Относится к сёлам, не образующим коммуну.

## География
Село расположено на высоте 40 метров над уровнем моря.

## Население
По данным переписи населения 2004 года, в селе Филипень проживает 3271 человек (1690 мужчин, 1581 женщина).
Этнический состав села:
| Национальность | Число жителей | Процентный состав |
| -------------- | ------------- | ----------------- |
| молдаване      | 3100          | 94.77             |
| румыны         | 143           | 4.37              |
| украинцы       | 9             | 0.28              |
| русские        | 7             | 0.21              |
| болгары        | 5             | 0.15              |
| цыгане         | 3             | 0.09              |
| гагаузы        | 2             | 0.06              |
| прочие         | 2             | 0.06              |
| Всего          | 3271          | 100%              |